# Berk Yıldız
Berk Yıldız (* 9. Januar 1996 in Izmir) ist ein türkischer Fußballspieler.

## Spielerkarriere

### Vereine
Yıldız kam in Konak, einem zentralen Stadtteil der westtürkischen Stadt Izmir, auf die Welt. Hier begann er in der Nachwuchsabteilung seines Bezirksvereins Karşıyaka SK mit dem Vereinsfußball. Bereits nach einem Jahr fiel er den Scouts des türkischen Spitzenklubs Galatasaray Istanbul auf. So wechselte Yıldız im Frühjahr 2008 mit einem Profivertrag ausgestattet in die Nachwuchsabteilung der Istanbuler. In der Saison 2011/12 wurde vom Cheftrainer der Profimannschaft, Fatih Terim, neben seiner Tätigkeit bei den Nachwuchs- und Reservemannschaften auch am Training der ersten Mannschaft beteiligt. Am 10. Januar 2012 gab Yıldız in der Pokalbegegnung gegen Adana Demirspor sein Profidebüt. Anschließend spielte er ausschließlich für die Nachwuchs- und Reservemannschaften.
Für die Saison 2014/15 wurde er an den Zweitligisten Elazığspor ausgeliehen. Im Sommer 2015 wurde er von Elazığspor verpflichtet. Im Januar 2018 zog es Yıldız weiter zu Yeni Malatyaspor.

### Nationalmannschaft
Yıldız' Nationalmannschaftskarriere begann 2011 mit einem Einsatz für die türkische U-15-Nationalmannschaft. Anschließend durchlief er bis zur U-18 alle Nachwuchsabteilungen seines Landes.

## Erfolge
Mit Galatasaray Istanbul
- Türkischer Meister: 2011/12 1, 2012/13 1
- Türkischer Supercupsieger: 2012 1, 2013 1

## Trivia
- Im Juli 2014 zog Yıldız ungewollt die Aufmerksamkeit der türkischen Medien auf sich. Er befand sich zu dieser Zeit in einem Mannschaftslager der türkischen Nachwuchsnationalmannschaften. Dieses Mannschaftslager besuchte der türkische Ministerpräsident Recep Tayyip Erdoğan und unterhielt sich während seines Besuchs mit den Nachwuchsspielern. Der als konservativ geltende Politiker kritisierte vor laufender Kamera die Tätowierungen Yıldız' und verwies auf die gesundheitlichen Risiken von Tattoos. Über diesen Vorfall berichteten die türkischen Medien mehrere Tage.[1][2]